# Wolf Blood (film 1925)
Wolf Blood – amerykański film niemy z 1925 roku w reżyserii George Chesebro.